# Ludwig von Hagn

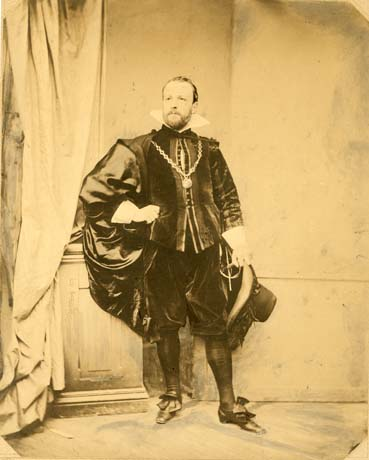
Ludwig von Hagn (in Rubenskostüm)

Ludwig von Hagn (* 23. November 1819 in München; † 15. Januar 1898 in München) war ein deutscher Maler.

## Leben

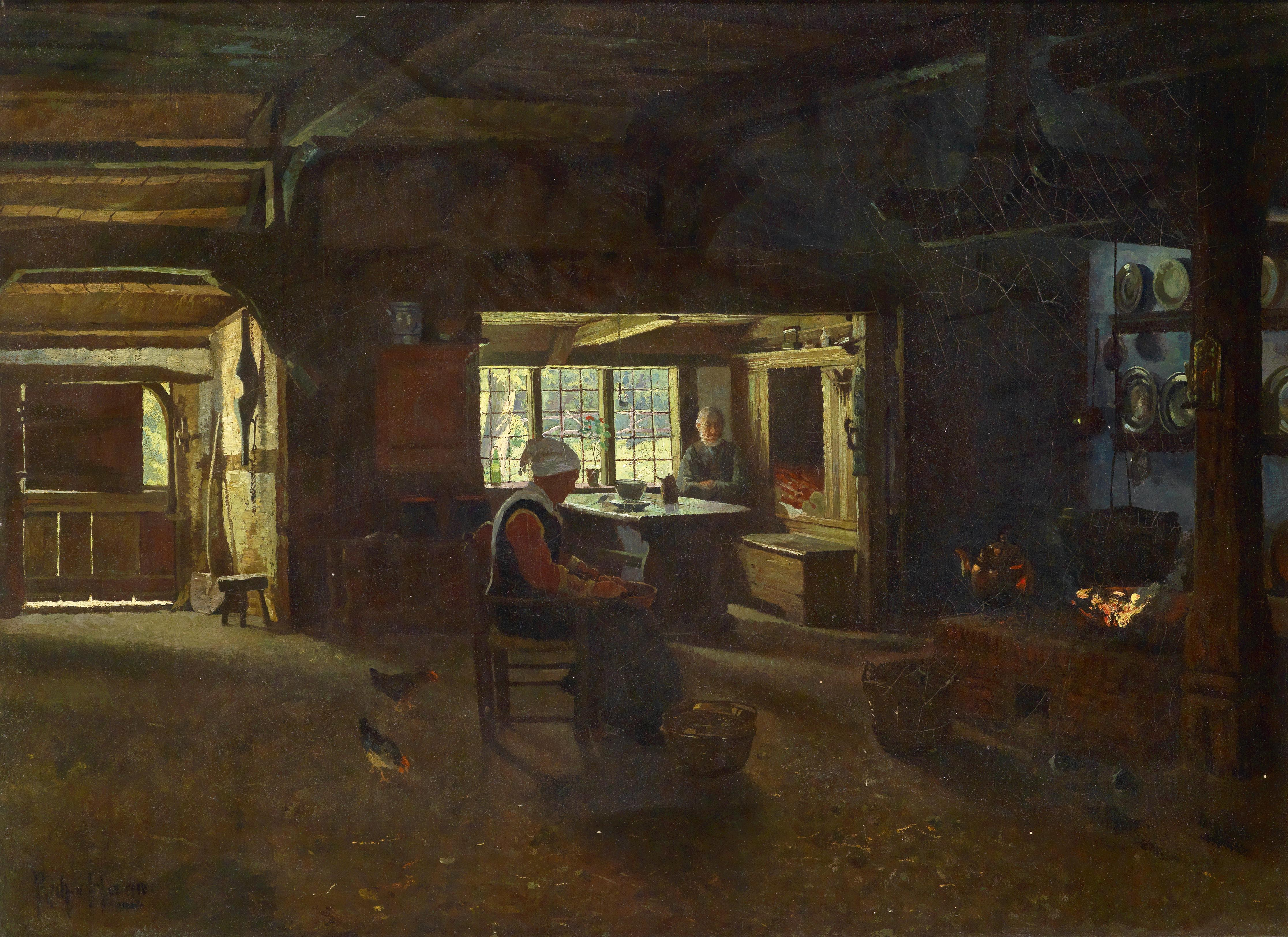
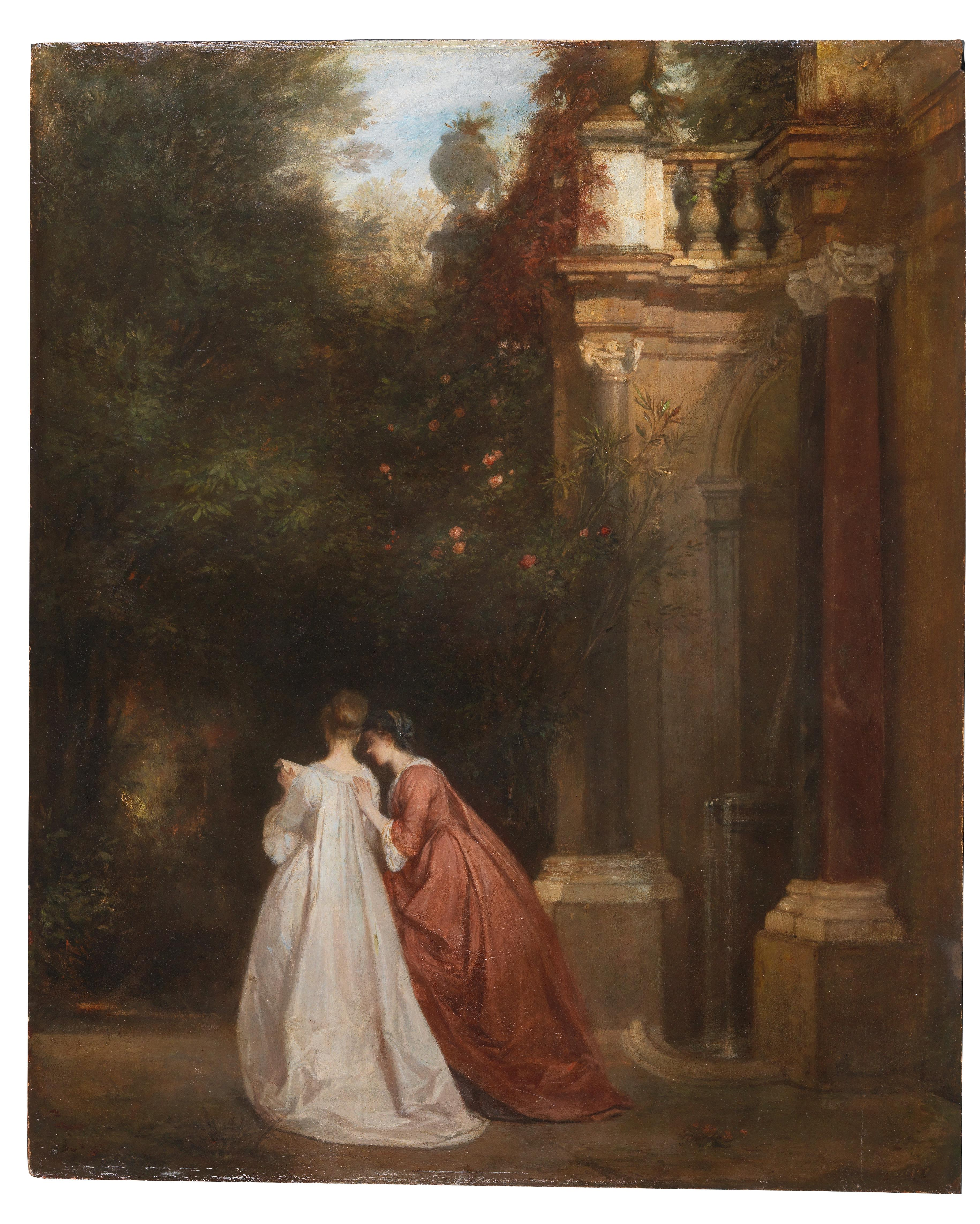
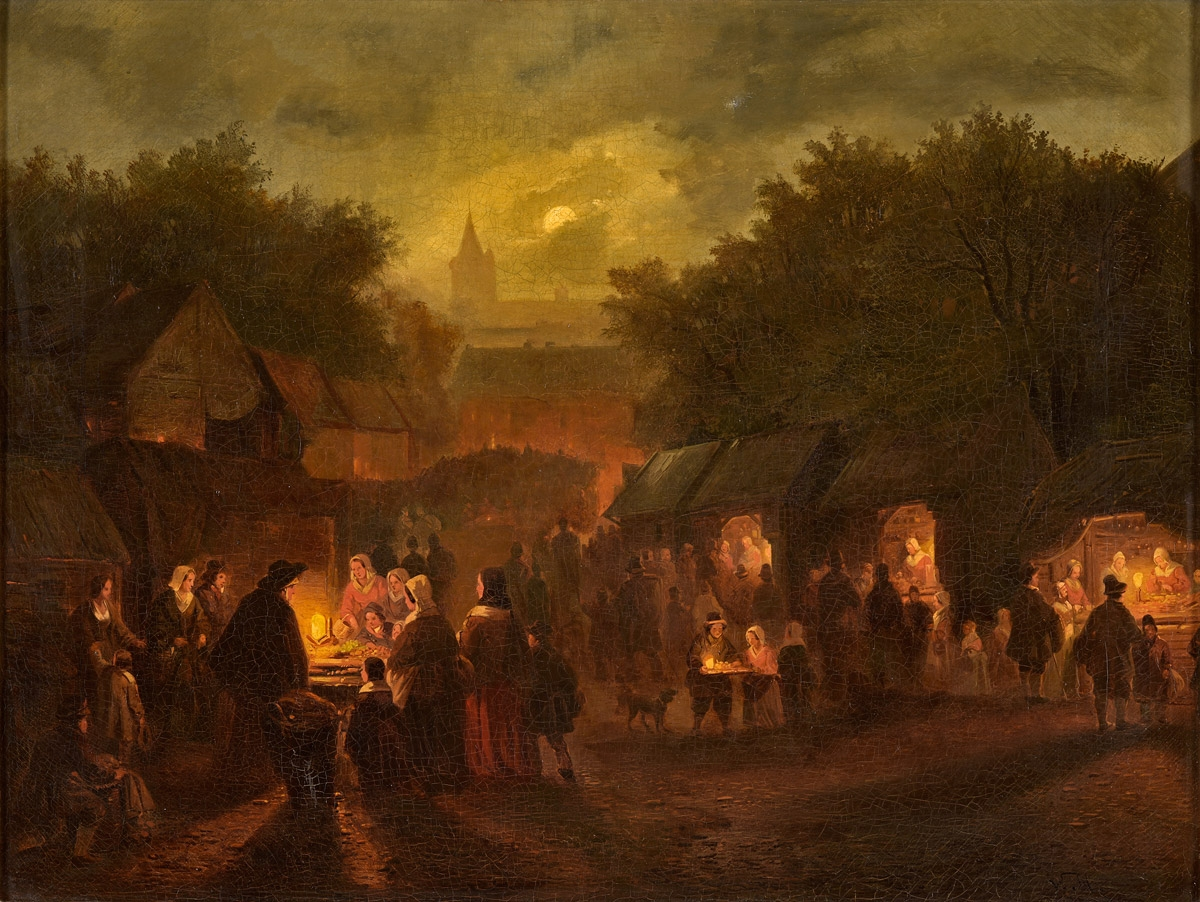

Hagn war der Sohn des Kaufmanns Karl von Hagn und dessen Ehefrau Josepha Schwab. Die Schauspielerin Charlotte von Hagn war seine Schwester.

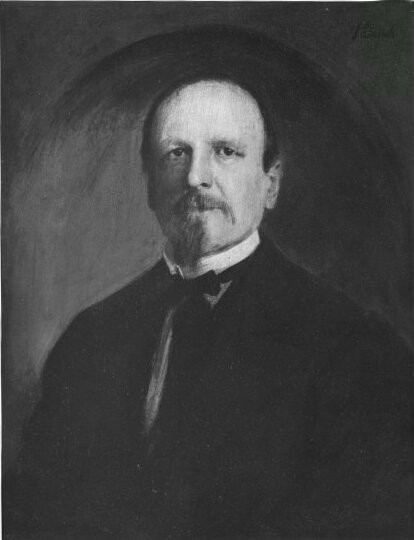
Porträt von Franz von Lenbach

Nach nur kurzem Schulbesuch wechselte Hagn auf Wunsch seiner Familie in die Kadettenanstalt seiner Heimatstadt. Anlässlich eines Besuchs 1840 in Berlin bei seiner Schwester entdeckte Hagn für sich die Kunst, speziell die Malerei. Er verließ das Kadettenkorps und wurde Schüler des Marinemalers Wilhelm Krause. Im darauffolgenden Jahr kehrte Hagn von Berlin nach München zurück und wurde Schüler an der Kunstakademie. Seine Dozenten waren dort u. a. der Historienmaler Clemens von Zimmermann, der Lithograf Peter Hess und der Landschaftsmaler Albert Zimmermann.
1846 war Hagn einer der ersten Münchner Maler, der nach Antwerpen ging. Er wurde Schüler der belgischen Maler Gustave Wappers und Eugène-François de Block; letzteren begleitete er später für einige Jahre nach Brüssel. 1850 ging Hagn für drei Jahre nach Berlin und studierte dort Architektur und kam auch mit dem Werk Adolph Menzels in Berührung. Dies und auch seine Besuche der Schlösser und Gärten von Sanssouci brachten ihm das Rokoko näher.
Die Jahre 1853 bis 1855 verbrachte Hagn in Paris und interessierte sich dort hauptsächlich für die Werke von Léon Cogniet, Paul Delaroche, Jean-Louis-Ernest Meissonier und Joseph Nicolas Robert-Fleury. Während dieser Zeit schloss Hagn auch Freundschaft mit seinen belgischen Kollegen Florent Willems und Alfred Stevens.
1855 kehrte Hagn nach Deutschland zurück und ließ sich in München als freischaffender Maler nieder. Bald bildete sich ein kleiner Künstlerkreis um ihn, doch es wurde nie eine „Schule“ daraus. Dort schloss Hagn Freundschaft u. a. mit Franz von Lenbach, Victor Müller und August von Pettenkofen.
Zwischen 1863 und 1865 bereiste Hagn studienhalber Italien. Sein längerer Aufenthalt in Rom brachte eine Abkehr vom Rokoko mit sich. Der Historienmaler Friedrich Pecht bezeichnete Hagn als „... den ersten Koloristen der Münchener Genremalerei“. Durch sein Frühwerk zeigt sich Eduard von Grützner als ebenbürtiger Nachfolger Hagns. Als solcher wäre auch Albert von Keller zu nennen.
Im Alter von 78 Jahren starb Ludwig von Hagn am 15. Januar 1898 in München.
Das künstlerische Schaffen Hagns umspannt einen großen Bogen, von der Historienmalerei über die Genremalerei des Rokoko bis hin zu antikisierenden Darstellungen vorzugsweise aus dem 17. Jahrhundert. Die zeitgenössische Kritik schwärmte u. a. von Hagns „Poesie der Stimmung“ und lobte dessen „Harmonie des Kolorits“.

## Werke (Auswahl)
- Musikalische Unterhaltung im Park
- Eine römische Bibliothek

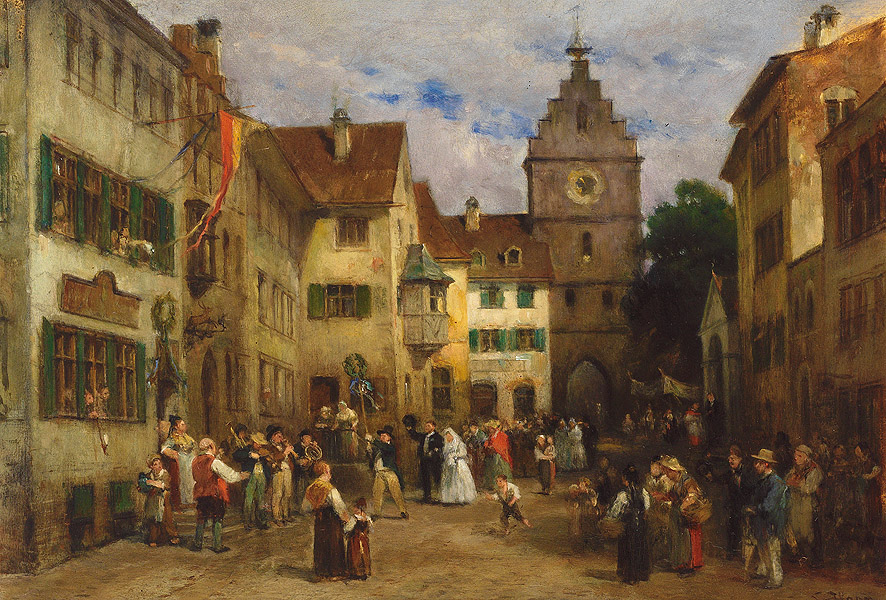
Ludwig von Hagn: Hochzeitsgesellschaft in Überlingen

- Ein Duell zwischen Kavalieren des 17. Jahrhunderts
- Sommervergnügen in München
- Fahrende Musikanten